# Deutz Technische Hochschule (Stadtbahn di Colonia)
La stazione di Deutz Technische Hochschule è una stazione sotterranea della Stadtbahn di Colonia.

## Storia
La stazione, originariamente denominata "Deutz-Kalker Bad", venne attivata il 10 aprile 1983, all'apertura del tunnel di Deutz della Stadtbahn di Colonia.
Nel 2012 fu rinominata "Deutz Fachhochschule", mentre nel 2015 assunse l'attuale denominazione di "Deutz Technische Hochschule".

## Strutture e impianti
Si tratta di una stazione sotterranea, con due binari – uno per ogni senso di marcia – serviti da due marciapiedi laterali.

## Movimento
La stazione è servita dalle linee 1 e 9.

## Interscambi
- Fermata autobus[3]